# Kotlarnia
Kotlarnia is een plaats in het Poolse district  Kędzierzyńsko-Kozielski, woiwodschap Opole. De plaats maakt deel uit van de gemeente Bierawa en telt 743 inwoners.